# Kalaycı
Kalaycı ist ein Dorf (Köy) im Landkreis Mazgirt der türkischen Provinz Tunceli. Im Jahre 2011 lebten in Kalaycı 40 Menschen.